# ドロヘダ伯爵
ドロヘダ伯爵 (英語: Earl of Drogheda) はイギリスの伯爵、貴族、アイルランド貴族爵位。1661年に第3代ムーア子爵ヘンリー・ムーアが叙されたことに始まる。
なお爵位名の「Drogheda」は、アイルランドでは「ドロヘダ」 (Dro-hed-ah)、英国では「ドローダ」 (Draw-dah) といった発音に近い。

## 歴史

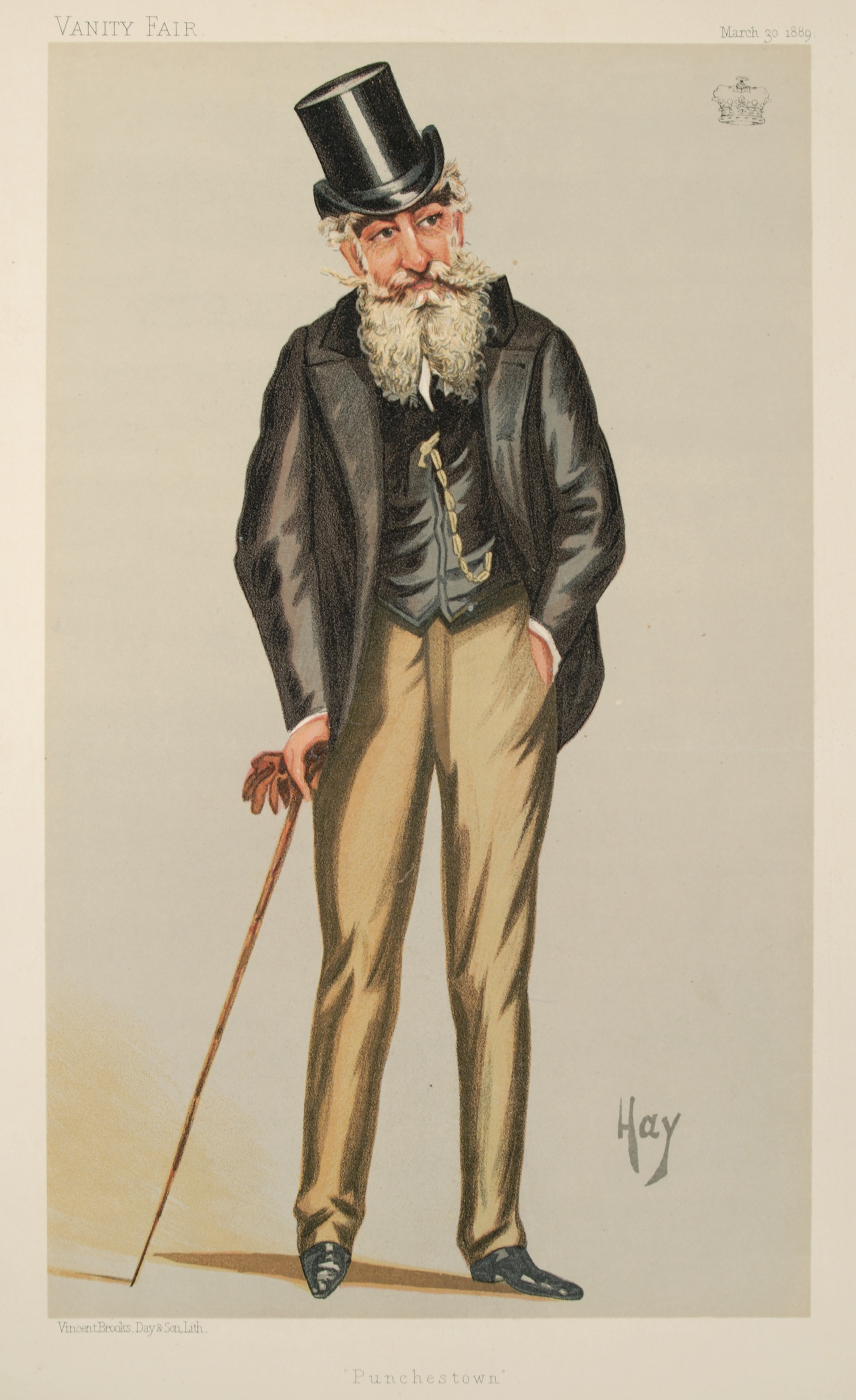
バニティ・フェア誌に掲載された第3代ドロヘダ侯爵ヘンリーを描いたカリカチュア

ムーア家の祖は、ダンガノン選出のアイルランド庶民院議員を務めてアイルランド枢密院顧問官を歴任したサー・ギャレット・ムーアである。彼は1616年にラウス県メルフォントのムーア男爵 (Baron Moore, of Mellefont in the County of Louth)、ついで1621年にドロヘダのムーア子爵 (Viscount Moore, of Drogheda) に叙されている。
その息子である2代子爵チャールズはイングランド内戦時には議会派に与したが、1628年のポートレスターの戦いにおいて敵の砲撃に狙い撃ちされるかたちで戦死した。
その長男の3代子爵チャールズは1661年に更に位階を進めてドロヘダ伯爵 (Earl of Drogheda) に叙された。
その後は長男であるチャールズが爵位を継いだが嗣子なく没したため、初代伯の弟であるヘンリーが3代伯爵位を襲った。3代伯は義弟である第2代クランブラシル伯爵ヘンリー・ハミルトン(1647–1675)から領地を相続したため、一族の名に「ハミルトン姓」を加えた。彼はダブリン市街地を改修したおり、自らの名前に因んで「ヘンリー街」、「ムーア街」、「アール街」、「オブ街」、「ドロヘダ街」と命名してその名を残した。
そのひ孫にあたる6代伯が1791年にアイルランド貴族としてドロヘダ侯爵 (Marquess of Drogheda)、ついで1801年に連合王国貴族としてケント州ムーア・プレイスにおけるムーア男爵 (Baron Moore, of Moore Place in the County of Kent,) に叙されると同時に、貴族院に列した。
その後は長男であるチャールズが2代侯爵となったが、彼は精神疾患に苦しんで嗣子を残さず病没したため、爵位は彼の甥にあたるヘンリーが継承している。
3代侯ヘンリーはキルデア県統監を歴任したが、彼が没した際に初代侯の系統が途絶えたため、侯爵位及び連合王国貴族の男爵位は廃絶した。一方、伯爵位とその従属爵位は5代伯の子孫にあたるポンソンビー・ムーアが継承した。
9代伯・10代伯ともにアイルランド貴族代表議員に選ばれたほか、10代伯は1954年にサリー州コバムにおけるムーア男爵 (Baron Moore, of Cobham in the County of Surrey) に叙された
以後はその系統で続き、現当主である15代伯は「デリー・ムーア」の名でプロカメラマンとして活動している。
一族の本邸は、キルデア県モナスタレヴィンに程近いムーア・アビー (Moore Abbey)かつての邸宅には、ラウス県ドロヘダ近郊のメリンフォート・アビー (Mellifont Abbey) があった。

## 現当主の保有爵位
現当主である第12代ドロヘダ伯爵ヘンリ・ダーモット・ポンソンビー・ムーアは以下の爵位を有している。
- 第12代ドロヘダ伯爵 (12th Earl of Drogheda)
(1661年6月14日の勅許状によるアイルランド貴族爵位)
- 第14代ドロヘダのムーア子爵 (14th Viscount Moore, of Drogheda)
(1621年2月7日の勅許状によるアイルランド貴族爵位)
- 第14代ラウス県メルフォントのムーア男爵 (14th Baron Moore, of Mellefont in the County of Louth)
(1616年7月20日の勅許状によるアイルランド貴族爵位)
- 第3代サリー州コバムのムーア男爵 (3rd Baron Moore, of Cobham in the County of Surrey)
(1954年1月30日の勅許状による連合王国貴族爵位)

## 一覧

### ムーア子爵 (1621年)
- 初代ムーア子爵ギャレット・ムーア（英語版） (?-1627)
- 第2代ムーア子爵チャールズ・ムーア（英語版） (1603–1643)
- 第3代ムーア子爵ヘンリー・ムーア（英語版） (?-1675) (1661年にドロヘダ伯爵に叙爵)

### ドロヘダ伯爵 (1661年）
- 初代ドロヘダ伯爵ヘンリー・ムーア（英語版） (?-1675)
- 第2代ドロヘダ伯爵チャールズ・ムーア (?-1679)
- 第3代ドロヘダ伯爵ヘンリー・ハミルトン＝ムーア (?-1714) (ハミルトン=ムーア姓に改姓)
- 第4代ドロヘダ伯爵ヘンリー・ムーア (1700–1727) (ムーア姓に復姓)
- 第5代ドロヘダ伯爵エドワード・ムーア (1701–1758)
- 第6代ドロヘダ伯爵チャールズ・ムーア (1730–1822) (1791年にドロヘダ侯爵に陛爵)

### ドロヘダ侯爵 (1791年)
- 初代ドロヘダ侯爵チャールズ・ムーア (1730–1822)
- 第2代ドロヘダ侯爵チャールズ・ムーア（英語版） (1770–1837)
- 第3代ドロヘダ侯爵ヘンリー・フランシス・シーモア・ムーア (1825–1892)（1892年にドロヘダ侯爵位廃絶）

### ドロヘダ伯爵 (1661年; 復活)
- 第9代ドロヘダ伯爵ポンソンビー・ウィリアム・ムーア (1846–1908)
- 第10代ドロヘダ伯爵ヘンリー・チャールズ・ポンソンビー・ムーア（英語版） (1884–1957)
- 第11代ドロヘダ伯爵チャールズ・ギャレット・ポンソンビー・ムーア（英語版） (1910–1989)
- 第12代ドロヘダ伯爵ヘンリ・ダーモット・ポンソンビー・ムーア（英語版） (1937-)

爵位の法定推定相続人は、現当主の息子であるムーア子爵(儀礼称号)ベンジャミン・ギャレット・ヘンダーソン・ムーア (1983-)。